# Dave Roberts
David Leonard Roberts (30 de junio de 1933 - 3 de octubre de 2021) fue un primera base panameño de las Grandes Ligas de Béisbol que jugó 22 temporadas de béisbol profesional. Nacido en la Ciudad de Panamá, lanzó y bateó como zurdo, medía 6 pies (1,8 m) de altura y pesaba 172 libras (78,0 kg).

## Trayectoria

### Ligas Menores
Roberts comenzó en el béisbol de clase C con los Porterville Comets de la Southwest International League en 1952. Fue comprado por los St. Louis Browns el 10 de octubre de 1953, menos de un mes antes de que los Browns se convirtieran oficialmente en los Orioles de Baltimore. Sería la última transacción realizada en la historia de la franquicia de los St. Louis Browns. Después de una fuerte temporada de 1955 en la pelota Clase AA jugando en primera base frente a Brooks Robinson en tercera para las Misiones de San Antonio en la Liga de Texas, Roberts fue degradado nuevamente a la pelota Clase A en 1957 cuando otro equipo de la liga de Texas se negó a jugar contra cualquier equipo con negro. jugadores. Había jugado diez temporadas en las menores antes de finalmente tener una oportunidad en las mayores con el equipo de expansión Houston Colt .45s en 1962. Roberts terminó su carrera en el béisbol profesional estadounidense con los Columbus Jets en 1966. 

### Grandes Ligas
La carrera de Roberts en las Grandes Ligas transcurrió sin incidentes. Entre sus períodos con los 89ers de Oklahoma City, acumuló solo 178 turnos al bate con Houston, jugando principalmente en la primera base, pero también algo en los jardines. En 1966, tuvo una última oportunidad de llegar a las mayores con los Piratas de Pittsburgh, pero sólo acertó 2 de 16 y quedó fuera de las mayores para siempre. 

### Ligas Japonesas
En 1967, Roberts llegó a los Sankei Atoms de la Liga Central Japonesa. Ingresó al equipo de estrellas en 1968 y se convirtió en el primer gaijin en conectar 40 jonrones. Fue All-Star en 1969, 1971 y 1972. En 1971, estableció el récord de jonrones de un gaijin con 183. Jugó para ellos hasta 1973, cuando perdió su trabajo ante el recién fichado Joe Pepitone. (Pepitone duró 14 partidos. Su nombre llegó a usarse para significar "hacer tonterías" en lengua vernácula japonesa). Roberts jugó una temporada más para los Kintetsu Buffaloes antes de retirarse.